# Chennimalai
Chennimalai è una suddivisione dell'India, classificata come town panchayat, di 15.526 abitanti, situata nel distretto di Erode, nello stato federato del Tamil Nadu. In base al numero di abitanti la città rientra nella classe IV (da 10.000 a 19.999 persone).

## Geografia fisica
La città è situata a 11° 10' 0 N e 77° 37' 0 E e ha un'altitudine di 329 m s.l.m..

## Società

### Evoluzione demografica
Al censimento del 2001 la popolazione di Chennimalai assommava a 15.526 persone, delle quali 7.885 maschi e 7.641 femmine. I bambini di età inferiore o uguale ai sei anni assommavano a 1.293, dei quali 693 maschi e 600 femmine. Infine, coloro che erano in grado di saper almeno leggere e scrivere erano 11.650, dei quali 6.525 maschi e 5.125 femmine.